# 短夜賞
短夜賞（みじかよしょう）は、千葉県競馬組合（南関東公営競馬）が船橋競馬場のダート1700mで施行する地方競馬の準重賞競走である。
競走名の「短夜」とは、昼が長くなり夜の時間が短くなるのを惜しむ気持ちから「夏の夜」をあらわす、夏の季語である。

## 概要
2007年にダート1700mの3歳以上のA2クラスの特別競走「短夜特別」として創設。2014年から現在の名称に変更。2015年からダート1800mのオープン特別競走になり、2021年から準重賞競走に格上げされダート2200mに変更されるも、2022年はダート1800mに短縮された。2023年より距離がダート1700mに戻された。
2009年までは当日の最終競走として施行されていたが、2010年から当日のメイン競走として施行されている。

### 条件・賞金等（2021年）
出走条件
サラブレッド系3歳以上、南関東所属。
負担重量
別定。A1クラスの牡馬は56kg、A2クラス以下の牡馬は54kg（牝馬は2kg減）。ダートグレード競走およびJRAの重賞競走の勝ち馬は2kg増、南関東公営競馬の重賞競走の勝ち馬は1kg増（2・3歳時の成績を除く）。
賞金額
1着600万円、2着210万円、3着120万円、4着90万円、5着60万円。
この節の出典：

## 歴代優勝馬
全て船橋競馬場のダートコースで施行。
| 施行日        | 距離  | 優勝馬             | 性齢 | 所属 | タイム | 優勝騎手   | 管理調教師 |
| ------------- | ----- | ------------------ | ---- | ---- | ------ | ---------- | ---------- |
| 2007年6月18日 | 1700m | サウンドサンデー   | 牡4  | 船橋 | 1:48.4 | 今野忠成   | 松代眞     |
| 2008年6月12日 | 1700m | シンメイレグルス   | 牡6  | 川崎 | 1:43.6 | 的場文男   | 長谷川三郎 |
| 2009年6月11日 | 1700m | ロングウェーブ     | 牡5  | 船橋 | 1:46.8 | 今野忠成   | 松代眞     |
| 2010年6月10日 | 1700m | ロングウェーブ     | 牡6  | 船橋 | 1:47.2 | 今野忠成   | 松代眞     |
| 2011年6月23日 | 1700m | トーセンルーチェ   | 牡5  | 船橋 | 1:48.2 | 今野忠成   | 川島正一   |
| 2012年6月21日 | 1700m | ケイアイサンダー   | 騸7  | 船橋 | 1:45.6 | 戸崎圭太   | 川島正行   |
| 2013年6月20日 | 1700m | ギャンブルオンミー | 牡8  | 船橋 | 1:47.2 | 繁田健一   | 佐藤賢二   |
| 2014年6月17日 | 1700m | シンボリマルセイユ | 牡7  | 船橋 | 1:47.9 | 本橋孝太   | 石井勝男   |
| 2015年6月16日 | 1800m | タイムズアロー     | 牡7  | 船橋 | 1:55.5 | 真島大輔   | 川島正一   |
| 2016年6月21日 | 1800m | センティグレード   | 牡5  | 船橋 | 1:54.2 | 笹川翼     | 稲益貴弘   |
| 2017年6月20日 | 1800m | スコペルタ         | 牡6  | 船橋 | 1:55.3 | 真島大輔   | 佐藤賢二   |
| 2018年6月19日 | 1800m | ディアブルーダー   | 騸7  | 船橋 | 1:55.6 | 和田譲治   | 椎名廣明   |
| 2019年6月18日 | 1800m | ヤマノファイト     | 牡4  | 船橋 | 1:52.9 | 赤岡修次   | 矢野義幸   |
| 2020年6月18日 | 1800m | カレンカカ         | 牡6  | 船橋 | 1:52.4 | 張田昂     | 岡林光浩   |
| 2021年6月24日 | 2200m | エメリミット       | 牡4  | 船橋 | 2:25.5 | 山口達弥   | 林正人     |
| 2022年6月22日 | 1800m | ギガキング         | 牡4  | 船橋 | 1:54.2 | 和田譲治   | 稲益貴弘   |
| 2023年6月21日 | 1700m | ギガキング         | 牡5  | 船橋 | 1:48.4 | 和田譲治   | 稲益貴弘   |
| 2024年5月30日 | 1700m | アルラ             | 牡5  | 浦和 | 1:47.7 | 御神本訓史 | 箕輪武     |
| 2025年6月3日  | 1800m | サントノーレ       | 牡4  | 大井 | 1:52.1 | 矢野貴之   | 荒山勝徳   |

### 各回競走結果の出典
- JBISより（2021年6月26日閲覧）
  - 2007年、2008年、2009年、2010年、2011年、2012年、2013年、2014年、2015年、2016年、2017年、2018年、2019年、2020年、2021年、2022年、2023年、2024年
- netkeiba.comより（2021年6月25日閲覧）
  - 2007年、2008年、2009年、2010年、2011年、2012年、2013年、2014年、2015年、2016年、2017年、2018年、2019年、2020年、2021年